# Yakovlev UT-1
O Yakovlev UT-1 (em russo:  Яковлев УТ-1) foi um avião de treinamento utilizado pela Força Aérea Soviética de 1937 até o final da década de 1940.

## Desenvolvimento
O Yakovlev UT-1 foi projetado para ser uma aeronave de treinamento avançado, com um único assento, com capacidade de voo acrobático pela equipe liderada por Alexander Sergeyevich Yakovlev. O primeiro protótipo, designado AIR-14, voou no início de 1936. O AIR-14 era uma aeronave monoplana de pequena asa baixa com um trem de pouso do tipo triciclo fixo, com uma fuselagem de aço soldado e asa de madeira.
Após algumas alterações, o AIR-14 foi aceito para produção. Dentre outras melhorias, o motor radial Shvetsov M-11 de 75 kW (100 hp)  foi trocado pelo mais potente M-11G, com 86 kW (115 hp). O avião recebeu então a designação UT-1 (uchebno-trenirovochnyi {учебно-тренировочный}, treinador primário/avançado); apesar desta designação, não era adequado para treinamento primário.
O UT-1 foi utilizado como um tipo de transição entre o UT-2 e caças como o I-16. Não era de fácil manobrabilidade, requerendo uma pilotagem de precisão, formando então um intermediário excelente entre os treinadores básicos e os mais manobráveis, mas também mais difíceis de voar, os caças I-16. Em 1939 o avião foi modificado ao mover o motor 26 cm (10 in) para a frente, melhorando sua manobrabilidade. Durante a produção, o motor M-11E de 112 kW (150 hp) também foi utilizado. Pilotos soviéticos bateram vários recordes com o UT-1 antes da Segunda Guerra Mundial, algumas com sua versão de hidroavião. No total, 1.241 aeronaves foram construídas entre dezembro de 1936 e 1940.

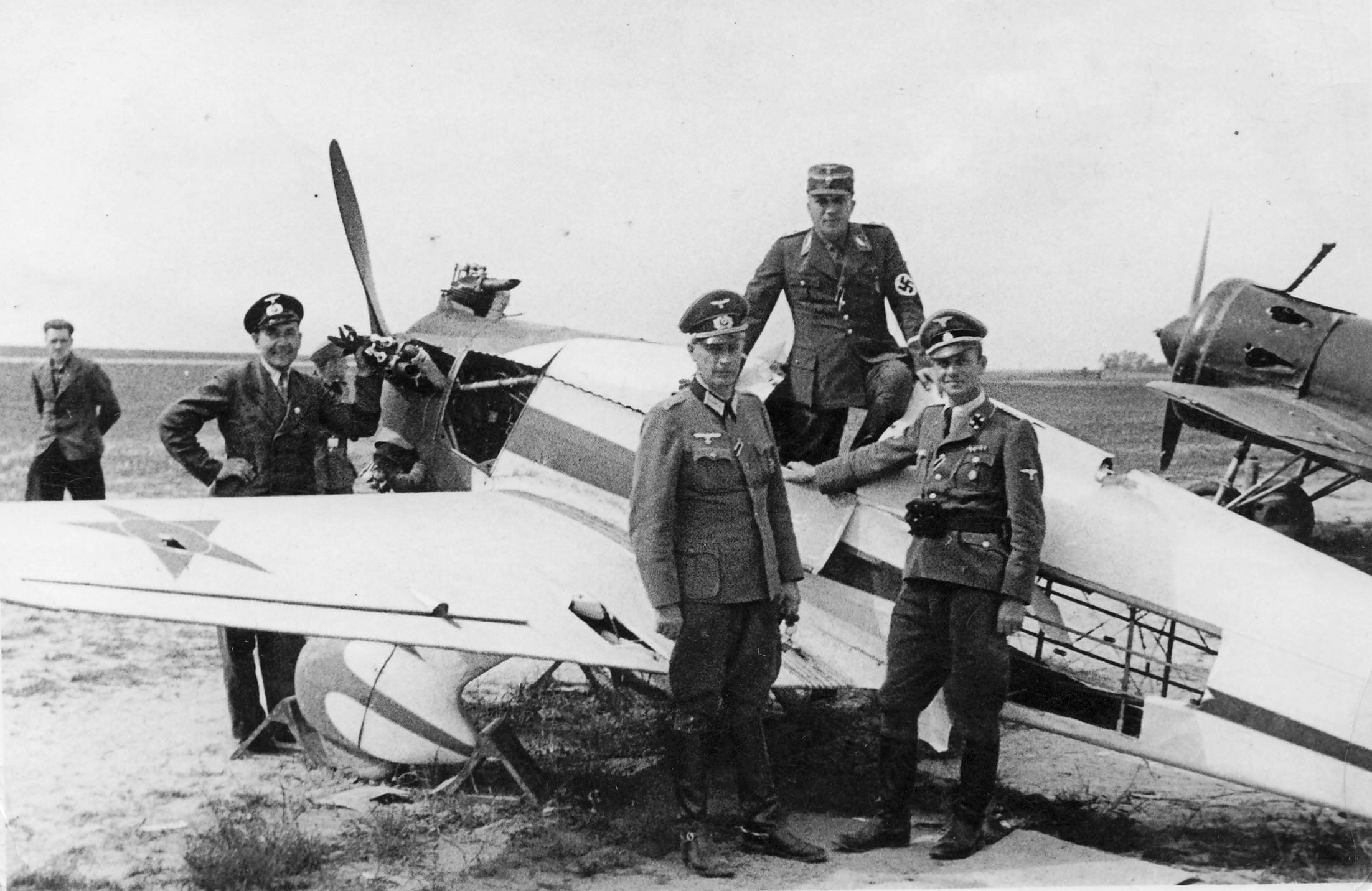
Alemães inspecionando um UT-1

Durante a Segunda Guerra Mundial, a partir de 1941 o UT-1 também foi utilizado para voos de reconhecimento aéreo. Alguns foram utilizados como máquinas de combate improvisadas ao equipar duas metralhadoras sob a asa ou dois/quatro foguetes. Foram utilizados na Frota do Mar Negro em Sevastopol e Caucasus. As aeronaves sobreviventes foram desarmadas em dezembro de 1942.

## Variantes
Houve uma grande quantidade de variantes. As mais numerosas e notáveis foram:
- AIR-14 - Protótipo do UT-1
- AIR-18 - UT-1 com um motor em linha Renault Bengali 4 de 104 kW (140 hp), um canopy fechado e trem de pouso retrátil.
- AIR-21 (Ya-21, UT-21) - UT-1 com um motor Bengali 6 de 164 kW (220 hp), testado em 1938-39, com trem de pouso fixo.
- UT-1B - Versão de ataque com duas metralhadoras ShKAS e dois ou quatro foguetes RS-82.
- UT-1E - (UT-1(15) para testes do TsAGI (confundido algumas vezes com o AIR-15, que não era uma variante do UT-1).
- UT-1 Hidroavião - com motor Shvetsov M-11Ye, tornando-se mais tarde o padrão na maioria dos UT-1.

## Operadores
União Soviética
- Força Aérea Soviética
- Aviação Naval Soviética

República da China (1912–1949)
- Força Aérea Nacionalista Chinesa